# Peltops blainvillii
Peltops blainvillii là một loài chim trong họ Cracticidae.